# Aljaksandr Hleb
Aliaksandr Hleb, (hviderussisk: Алякса́ндар Па́ўлавіч Глеб tr. Aljaksandr Pawlavitj Hleb ; russisk: Александр Павлович Глеб tr. Aleksandr Pavlavitj Gleb, ofte kaldet Alexander Hleb) er en hviderussisk tidligere fodboldspiller. 

## Barndom
Hleb voksede op i Minsk, hans mor var bygningsarbejder og hans far kørte tankbiler. Faderen var valgt til at hjælpe med at destruere ubeboelige huse i Ukraine efter Tjernobylulykken. Hleb tror at eksponering fra radioaktive stråler, i dag er skyld i hans faders dårlige helbred.
Før han blev involveret i fodbold var Hleb en dygtig svømmer og gymnast, hvilket kan forklare hans smidighed og lave tyngdepunkt på banen.

## Klubkarriere
Hleb udviklede sin fodbold på betonbanerene i FC Dinamo Minsks skole. Som syttenårig skrev han kontrakt med FC BATE, et hviderussisk Wysjejsjaja Liha hold lige nord for Minsk. Sæsonen efter vandt de det hjemlige mesterskab.

### Stuttgart
Efter at være blevet opdaget af talentspejdere i år 2000 skrev Hleb og hans lillebror Vjatjaslaw Hleb kontrakt med bundesligaklubben VfB Stuttgart for omkring €150,000. Han etablerede sig hurtigt som en af de vigtigste spillere på holdet.
I 2002-03 sæsonen sluttede Stuttgart på andenpladsen i ligaen og fik en Champions League sejr over Manchester United og Hleb var blevet holdets kreatør og playmaker. Daværende træner Felix Magath forlod klubben til fordel for Bayern München og Stuttgart var ikke ligeså succesfulde under den nye manager Matthias Sammer. Trods dette blev Hleb manden med flest assist i sin sidste sæson i bundeligaen.

### Arsenal
Aliaksandr Hleb har spillet 89 kampe for Arsenal og scoret 7 mål, han har lagt op til utrolig mange mål. I april 2008 var mange klubber interesserede i ham bl.a. FC Barcelona, Real Madrid og Juventus.

### Barcelona
Den 16. juli 2008 skrev Hleb under på en fireårig kontrakt med den spanske storklub. Transfer summen lød på £11.8m med en frikøbsklausul på £71m. Han har siden da været udlejet til både sin gamle klub Stuttgart, til engelske Birmingham City og fra september 2011 til VfL Wolfsburg.